# Boundary Waters Treaty of 1909
Boundary Waters Treaty of 1909 är ett avtal från 1909 mellan Kanada och USA, som reglerar hur eventuella tvister om vattengränserna mellan de två staterna skall lösas. Dessutom garanterar avtaleta lla vatten man kan åka på som "fria och öppna".
Kanada antog International Boundary Waters Treaty Act för att se till att avtalet efterföljs.
Avtalet kom till, efter diskussioner som pågått sedan 1890-talet.

### Fotnoter
1. ↑  International Boundary Waters Treaty Act